# Vědecký mýtus
Vědecký mýtus je označení pro mýtus, který pojednává o vědě, nebo pro mýtus, který věda prostřednictvím vědců sama předkládá jako výsledek.

## Mýtus o vědě

Isaac Newton a jablko.

Mezi nejznámější mýtus o vědecké činnosti patří příběh, kdy Isaacu Newtonovi spadne na hlavu jablko. Mýtizačnímu romantizování či heroičtění vědecké práce dochází ale častěji. Například i u Gregora Mendela.

## Mýtus vědy
Vědci často sami vytvářejí mýty, když šíří neověřené pravdy či vědecká autorita brání zpochybňování a kritickému myšlení. K opravám chybných studií dochází jen pomalu. K šíření zkreslených informací vede i vědecký podvod. Mezi odhalené vědecké mýty patří například:
- menstruační cyklus se synchronizuje[6][7]
- nasycené mastné kyseliny ucpávají cévy[8]
- antioxidanty jsou dobré a volné radikály špatné[9]
- neandrtálci jsou hloupí[10]
- lidské zuby se evolučně zmenšily růstem mozku[11]
- individuální styl výuky vede k lepším výsledkům[12][13]
- střídmé pití alkoholu (například vína) prospívá zdraví[14][15]
- za stáčení vody v odpadu může Coriolisova síla